# Ночной зверинец
«Ночной зверинец» (англ. Night Zoo; оригинальное название — «Зоопарк, ночь», фр. Un Zoo la Nuit) — канадский кинофильм 1987 года, снятый Жан-Клодом Лозоном. Один из самых успешных канадских фильмов, завоевавший множество наград, в том числе 13 наград «Джини».

## Сюжет
Вышедший из тюрьмы после двух лет заключения Марсель хочет примириться со своим отцом Альбертом и своей подругой Джули, работающей проституткой. Изнасилованный ещё в тюрьме, он преследуется по пятам продажным полицейским-гомосексуалом, желающим добиться от него нужной информации и секса. 
Марсель сближается с отцом, и они начинают вспоминать старые времена, вместе едут на рыбалку, а кроме того Альберт сообщает Марселю о том, что всё это время прятал оставленные Марселем деньги и кокаин. Именно эти деньги требуют от Марселя полицейские. Однако Марсель, желая порадовать отца, покупает ему на день рождения машину, о которой тот давно мечтал, а также дорогое охотничье ружьё. Они собираются поехать вместе на охоту на лося, однако полицейские угрожают убить Джули, а у Альберта случается сердечный приступ.
Марсель вместе со своим бывшим сокамерником, также вышедшим из тюрьмы, завлекает полицейских в дешёвый отель и убивает их. Затем Марсель забирает умирающего отца из больницы, чтобы осуществить его последнее желание. Они идут в зоопарк, чтобы Альберт смог убить там лося. В зоопарке не оказывается лося, и тогда Альберт убивает из нового ружья слона. Марсель привозит отца домой, где тот умирает, встретившись перед смертью со своей женой, ушедшей от него несколько лет назад.

## В ролях
- Жиль Майо — Марсель
- Линн Эдамс — Джули
- Роже Лебель — Альберт
- Лорн Брасс — Жорж